# Prapłetwiec abisyński
Prapłetwiec abisyński, prapłetwiec wielki (Protopterus aethiopicus) – gatunek ryby mięśniopłetwej z rodziny prapłetwcowatych (Protopteridae). Hodowane w akwariach publicznych. Ryba ta posiada największy ze wszystkich dotąd zbadanych genomów kręgowców, posiadający 1,3×1011 par zasad.

## Cechy charakterystyczne
Charakteryzuje się wydłużonym ciałem pokrytym łuską cykloidalną. Płetwy wiotkie, nie mają promieni. Maksymalna długość ciała dochodzi do 2 m, przeciętna około 1,3 m. Maksymalna masa ciała wynosi 17 kg. Żyje w wysychających w porze suchej strumieniach i bagnach środkowej Afryki. Ma płuco podzielone na dwie części oraz skrzela. Kiedy zanurzony jest w wodzie oddycha przez skrzela. W niesprzyjających warunkach atmosferycznych (susza) zakopuje się w błocie i przechodzi w stan estywacji. W czasie suszy zamyka się w kokonie, który wytwarza z własnego śluzu i w którym zostawia kilka otworów potrzebnych do wymiany powietrza i oddycha płucami. Z nadejściem pory deszczowej funkcje życiowe ryby wracają do normy.

## Podgatunki
Wyróżniono następujące podgatunki:
- Protopterus aethiopicus aethiopicus
- Protopterus aethiopicus congicus
- Protopterus aethiopicus mesmaekersi